# Louis de Schaetzen
Louis Ulric Leonard de Schaetzen (Tongeren, 12 december 1793 - 21 oktober 1880) was een Belgisch volksvertegenwoordiger.

## Levensloop
Louis de Schaetzen was een zoon van de gemeentesecretaris van Tongeren, Georges de Schaetzen, en van Josephine Vandermaesen. Hij trouwde met Marie-Thérèse de Bellefroid. Ze hadden een dochter en een zoon, Oscar de Schaetzen. In 1876 verkreeg hij opname in de erfelijke adel met de titel van ridder, overdraagbaar op al zijn mannelijke nakomelingen.
In 1833 werd hij verkozen tot katholiek volksvertegenwoordiger voor het arrondissement Maastricht en vervulde dit mandaat tot in 1836.
Nadat hij in 1815 het licentiaat in de rechten had verworven aan de École de Droit in Brussel doorliep hij hoofdzakelijk een carrière in de magistratuur:
- bijgevoegd rechter bij de rechtbank van Maastricht;
- ondervoorzitter van de rechtbank van Tongeren (1831-1836);
- raadsheer bij het hof van beroep in Luik (1836-1866);
- kamervoorzitter bij het hof van beroep in Luik (1866-1867).